# ロドピ
座標: 北緯42度9分 東経24度45分 / 北緯42.150度 東経24.750度

ロドピ基礎自治体
Община Родопиロドピ基礎自治体 ブルガリア内のロドピ基礎自治体の位置

ロドピ基礎自治体（Rodopi municipality (ブルガリア語: Община Родопи)）は、ブルガリア中部の基礎自治体であり、プロヴディフ州に属する。自治体の領域はプロヴディフ以南の上トラキア平地からロドピ山脈中央の北側斜面にかけて広がっている。プロヴディフを取り巻く郊外の村々のうち、概ねプロヴディフよりも南に位置するものはロドピ自治体に含まれる（プロヴディフ郊外の北半分はマリツァ基礎自治体に含まれる）。自治体の中心はプロヴディフに置かれているが、プロヴディフはロドピ自治体に含まれない。主要な産業は農業であり、人口の80%が従事している。主要な作物はブドウであり、毎年1万5千トンを生産している。

## 町村
ロドピ基礎自治体（Община Родопи）には、以下の町村（集落）が存在している。
- ベラシュティツァ
- ボイコヴォ
- ブラニポレ
- ブレストニク
- ブレストヴィツァ
- チュレン
- デドヴォ
- フラブリノ
- イズヴォル
- カディエヴォ
- クルモヴォ
- リルコヴォ
- マルコヴォ
- オリザリ
- パルヴェネツ
- シトヴォ
- スコベレヴォ
- ツァラピツァ
- ウスティナ
- ヤゴドヴォ
- ズラティトラプ

## 画像

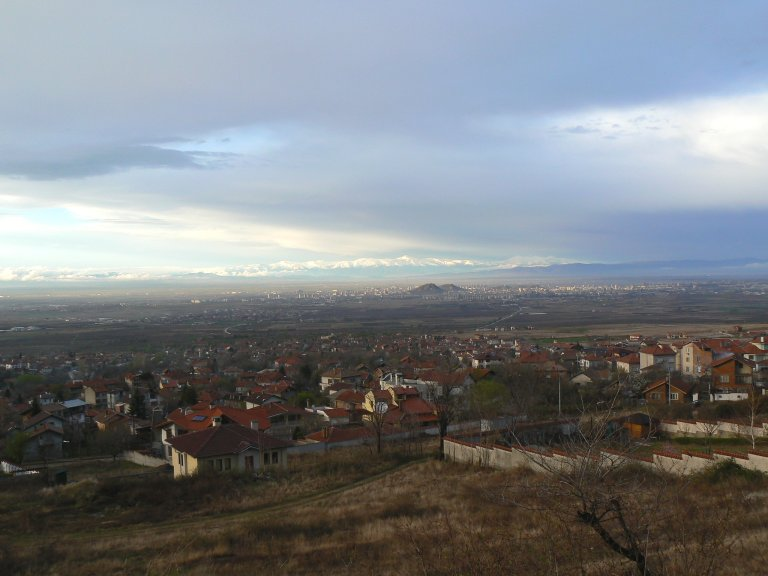
マルコヴォ（Марково）の村
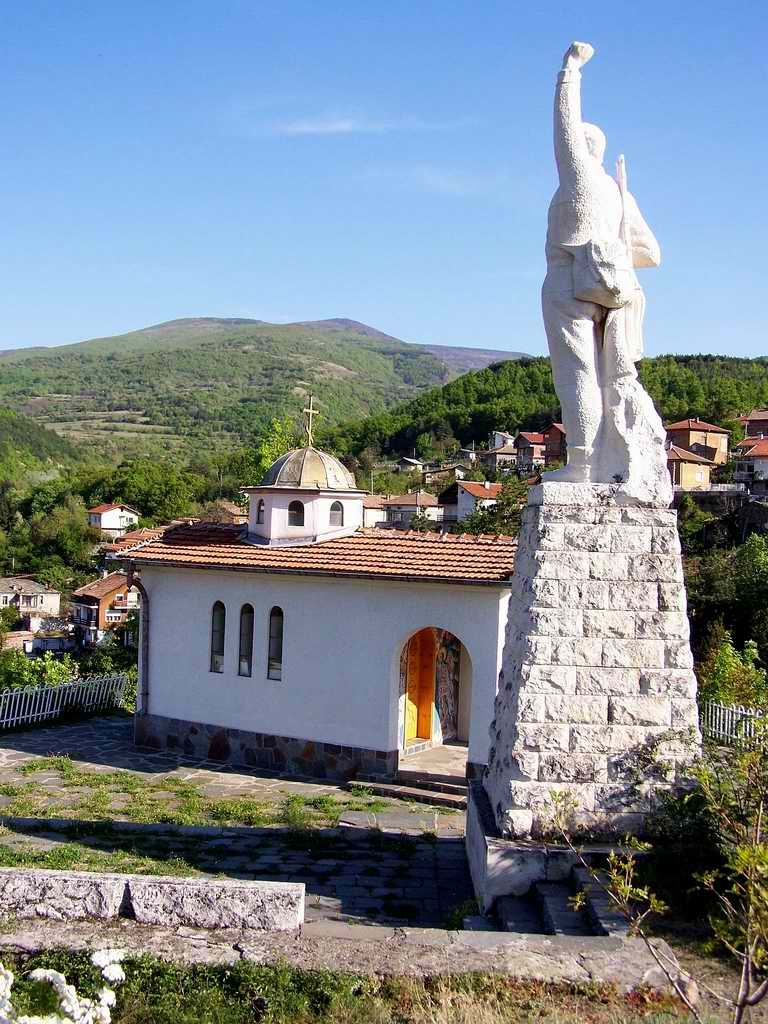
フラブリノ（Храбрино）の聖ディミトル聖堂
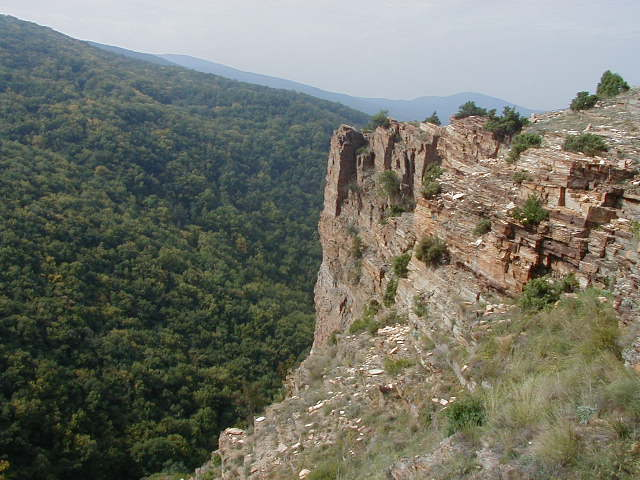
フラブリノの郊外
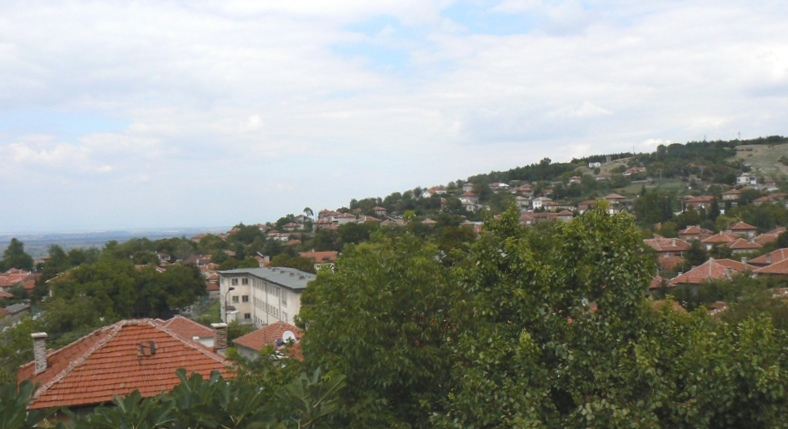
ブレストニク（Брестник）の村